# 김영흠
김영흠(1997년 8월 27일 ~)은 대한민국의 남자 발라드 가수다. 2021년 디지털 싱글 '그립다'로 데뷔했다.

## 음반
- 《보컬플레이》 캠퍼스 뮤직 올림피아드 [학교 대표 연합전] PART 2 (2019)
- 《보컬플레이》 캠퍼스 뮤직 올림피아드 [학교 대표 16강전] PART 2 (2019)
- 《보컬플레이》 캠퍼스 뮤직 올림피아드 [SEMI FINAL] (2019)
- 《불후의 명곡》 힘내라 대한민국 명사 특집 1탄 (고두심 편) "꿈" (2020)
- 《불후의 명곡》 힘내라 대한민국 명사 특집 2탄 (박세리 편) "비와 당신" (2020)
- OCN 오리지날 《다크홀》 OST Part.4 (2021)
- 그립다 (2021.07.04)
- 《내일은 국민가수》 마스터 예심 PART2 (2021)
- 《내일은 국민가수》 준결승1 라이벌전 (2021)
- "Let's Dance with Me" (2022.04.20, 국민가수 솔로 프로젝트)

## 방송
- 《보컬플레이》 시즌2 (2019) - Top4(4위)
- 《보이스 코리아 2020》 (2020) - Top32
- 《TV조선 내일은 국민가수》 (2021.10.17~2021.12.23) - Top10(10위)
- 《TV조선 국가가 부른다》 (2022.02.17~)

## 공연
- 내일은 국민가수 전국투어 콘서트 '탄생!국가단' 부산 (2022.03.19, 부산 벡스코)
- 내일은 국민가수 전국투어 콘서트 '탄생!국가단' 광주 (2022.03.27, 광주 김대중컨벤션센터)
- 내일은 국민가수 전국투어 콘서트 '탄생!국가단' 서울 (2022.04.03, 서울 잠실실내체육관)
- 내일은 국민가수 전국투어 콘서트 '탄생!국가단' 일산 (2022.04.23, 일산 킨텍스)
- 내일은 국민가수 전국투어 콘서트 '탄생!국가단' 대구 (2022.05.07, 대구 엑스코)
- 내일은 국민가수 전국투어 콘서트 '탄생!국가단' 창원 (2022.05.15, 창원 컨벤션센터)
- 내일은 국민가수 전국투어 콘서트 '탄생!국가단' 전주 (2022.05.28, 전주 한국소리문화의전당야외공연장)
- 내일은 국민가수 전국투어 콘서트 '탄생!국가단' 강릉 (2022.06.18, 강원 세바스티아노스포츠센터)
- 내일은 국민가수 콘서트 '마지막 이야기' 서울앵콜 (2022.07.16~2022.07.17, 서울 올림픽공원SK핸드볼경기장)